# 上海公交浦亭线
上海公交浦亭线是连接上海市浦东新区塘桥渡口与金山区亭林的一条公交线路，途径奉贤区。该线路在缩线前名为浦卫线，曾经是全上海最长的常规地面公交线路。

## 线路历史
本线1979年6月（一说1977年8月）开辟，始有10站，自川沙县塘桥镇至金山县金山卫。开通初期线路名称为卫塘专线，1980年12月更名浦卫线。
2025年6月28日，原浦卫线以金山铁路亭林站为界进行拆分成浦亭线和亭卫专线B线。

## 线路基本资料

### 沿途设站
| 上行                     | 下行                       |
| ------------------------ | -------------------------- |
| 塘桥新路公交枢纽站       | 金山铁路亭林站             |
| 浦建路浦东南路(塘桥)     | 龙泉港                     |
| 浦建路东方路(仁济医院)   | 庄行                       |
| 浦建路杨高南路           | 竹港桥(招呼站)             |
| 浦建路锦绣路(招呼站)     | 环城南路环城西路           |
| 浦建路杜鹃路             | 环城南路人民路             |
| 沪南路芳华路             | 环城东路南奉公路           |
| 沪南路高科西路(北蔡)     | 南桥汽车站(下客)           |
| 沪南路北中路(莲溪)       | 南桥汽车站(上客)           |
| 沪南路陈春路             | 环城东路解放路             |
| 沪南路绿科路(招呼站)     | 环城东路运河北路           |
| 沪南路御桥路             | 环城东路航南公路           |
| 沪南路康花路             | 环城东路奉浦大夏(商学院)   |
| 沪南公路康桥路(招呼站)   | 金齐路望园路               |
| 沪南公路康桥老街(招呼站) | 金齐路农业园区             |
| 沪南公路上南路           | 金水苑                     |
| 康沈公路年家浜路(周浦)   | 团汇公路金钱公路           |
| 康沈公路南八灶           | 团汇公路万顺路             |
| 沪南公路沈杜公路         | 泰日                       |
| 下沙                     | 航头                       |
| 航头卫生中心             | 施能                       |
| 农工商大卖场             | 农工商大卖场               |
| 施能                     | 航头卫生中心               |
| 航头                     | 下沙                       |
| 泰日                     | 沪南公路沈杜公路           |
| 团汇公路万顺路           | 康沈公路南八灶             |
| 团汇公路金钱公路         | 康沈公路年家浜路(周浦)     |
| 金水苑                   | 沪南公路年家浜路(万达广场) |
| 金齐路农业园区           | 沪南公路上南路             |
| 金齐路望园路             | 沪南公路康桥老街(招呼站)   |
| 环城东路奉浦大夏(商学院) | 沪南公路康桥路(招呼站)     |
| 环城东路航南公路         | 沪南路康花路               |
| 环城东路运河北路         | 沪南路御桥路               |
| 环城东路解放路           | 沪南路绿科路(招呼站)       |
| 南桥汽车站(下客)         | 沪南路陈春路               |
| 南桥汽车站(上客)         | 沪南路北中路(莲溪)         |
| 环城东路南奉公路         | 沪南路高科西路(北蔡)       |
| 环城南路人民路           | 沪南路芳华路               |
| 环城南路环城西路         | 浦建路杜鹃路               |
| 竹港桥(招呼站)           | 浦建路锦绣路(招呼站)       |
| 庄行                     | 浦建路杨高南路             |
| 龙泉港                   | 浦建路东方路(仁济医院)     |
| 金山铁路亭林站           | 浦建路浦东南路(塘桥)       |
|                          | 塘桥新路公交枢纽站         |

### 轨道交通换乘
- █ 4号线：塘桥站、蓝村路站
- █ 5号线：环城东路站
- █ 6号线：蓝村路站
- █ 7号线：芳华路站
- █ 13号线：北蔡站、陈春路站
- █ 18号线：航头站、北中路站、周浦站、下沙站

### 线路走向
上行：自龙阳路浦东大道经龙阳路、浦明路、塘桥新路、浦建路、沪南路、沪南公路、年家浜路、康沈路、沪南公路、航南公路、金齐路、奉浦大道、环城东路、南奉公路、奉秀路、南奉公路、环城东路、环城南路、沪杭公路、南亭公路、杨溇支路、大亭公路、亭泉路至金山铁路亭林站止止。

下行：自金山铁路亭林站经亭泉路、大亭公路、杨溇支路、南亭公路、沪杭公路、环城南路、环城东路、南奉公路、奉秀路、南奉公路、环城东路、奉浦大道、金齐路、航南公路、沪南公路、康沈路、年家浜路、沪南公路、沪南路、浦建路、塘桥新路、浦明路、龙阳路至塘桥新路公交枢纽站止。

## 招呼站问题
上海本地报章《青年报》记者认为浦卫线的招呼站過多，称该线路为“史上最忽悠人公交”。而关于此做法，浦卫线途经的三个区和市有关部门分别有不同的说法。